# Mahmud al-Kashgari
Mahmud al-Kashgari (Oeigoers: مەھمۇد قەشقىرى Mehmud Qeshqiri, Turks: Kaşgarlı Mahmut, Arabisch: محمود بن الحسين بن محمد الكاشغري - Maḥmūd ibnu 'l-Ḥussayn ibn Muḥammad al-Kāšġarī; 1008-1102) was een 11e-eeuwse Oeigoerse wetenschapper en taalkundige. Tevens is hij de oudstbekende Turkoloog. Hij is vooral bekend geworden door zijn vergelijkende studie naar de verschillende dialecten van de Turkse talen.
Zijn vader Husseyn was burgemeester van Basgan en familie van de heersende Karachaniden. Zijn moeder Bibi al-Basri was een Arabische vrouw.
Mahmuds woordenboek bevat naast woordenlijsten ook een kaart van de toenmalige verspreiding van de Turkse volkeren en Oud-Turkse poëzie.
Mahmud stierf op 97-jarige leeftijd in Opal (Sinkiang), een kleine stad ten westen van Kashgar. Op zijn graf staat een mausoleum en hij wordt door Oeigoeren als een belangrijk nationaal figuur gezien.

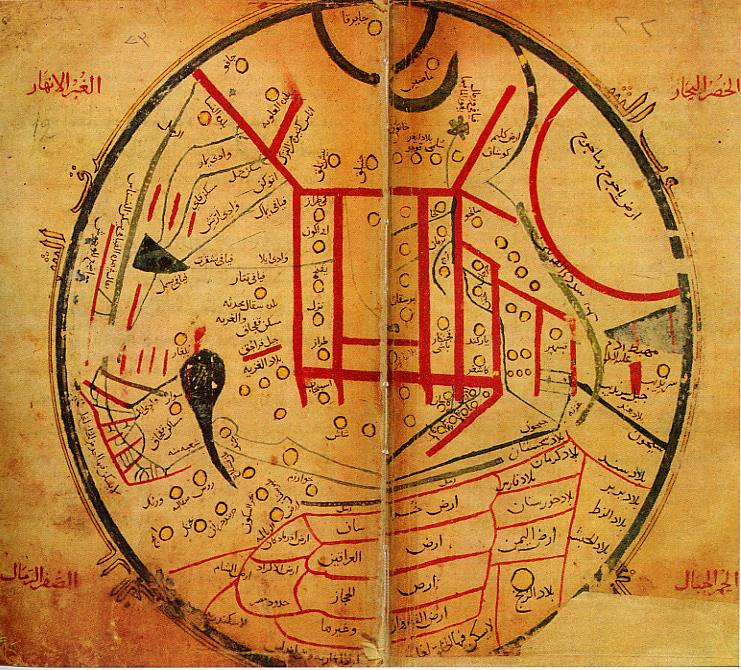
De kaart van de verschillende Turkse stammen in Eurazië (het oosten is bovenaan)